# John Phillips (MMA-udøver)
 For alternative betydninger, se John Phillips. (Se også artikler, som begynder med John Phillips)
John Phillips (født 9. juni 1985) er en walisisk MMA-udøver, der i øjeblikket konkurrerer i Ultimate Fighting Championships (UFC) middleweight-division. Som professionel siden 2005 har han også konkurreret i BAMMA, Cage Rage og Cage Warriors.

## Karriere
Phillips stod overfor Jesse Taylor for sidstnævntes første forsvar af Cage Warriors-middleweight-titel den 4. maj 2013 på Cage Warriors 54. Phillips tabte til Taylor via submission tidligt i den første omgang. 
Phillips stod over for waliseren Jack Marshman den 16. marts, 2019 på UFC på ESPN + 5  Phillips tabte kampen gennem det, der blev betragtet som en kontroversiel delt afgørelse.
I sin næste kamp stod Phillips over for Alen Amedovski på UFC Fight Night: Hermansson vs. Cannonier den 28. september 2019 i København.  Han vandt via knockout efter 17 sekunder inde i første omgang. Dette var hans første sejr i UFC og tildelte ham $ 50.000-Performance of the Night-bonusprisen. 